# Michu de Silla
Pour les articles homonymes, voir Michu.
Michu de Silla est le treizième souverain du royaume coréen de Silla. Il a régné de 262 à 284 et est le premier roi du clan Kim à s'asseoir sur le trône du royaume. Il est le fils de Gudo, un général de premier plan, et fait partie de la sixième génération des descendants du fondateur du clan (les Kim de Gyeongju qui comptent actuellement plus de 1,8 million de membres), Kim Alji (en).
Pendant le règne de Michu, la chronique historique Samguk Sagi relève de nombreux rapports à des attaques du Royaume de Baekje, mais ne mentionne pas de contacts avec les autres États voisins.
La tombe de Michu est préservée dans le centre de Gyeongju aujourd'hui. Diverses légendes se rapportent à ce tumulus, connu comme sous le nom de « Jukjangneung » ou « tombeau du chef bambou ».